# Войд Тельця
Войд Тельця (англ. Taurus Void ) - велика практично порожня область космічного простору, розташована між надскупченням Персея - Риб і скупченням Діви . Войд Тельця унікальний, оскільки близький до Землі і дозволяє визначити межі скупчення, в якому розташована наша галактика. Незважаючи на відносну близькість, Войд Тельця вивчений не дуже добре, оскільки при спостереженні із Землі частково закривається диском Чумацького Шляху. Войд має чітку межу з надскупченням Персея - Риб.

## Розташування
На небі Землі войд Тельця має пряме сходження від ~2 h 40 m до принаймні 4 h, де закривається диском Чумацького Шляху; відмінювання лежить в інтервалі від 5 ° до 40 °.  На відміну від кордону з Місцевим надскупченням, кордон із надскупченням Персея - Риб є добре помітною. Зокрема, войд має кордон із скупченнями галактик A400, A426 та A374 . 
У тривимірному просторі войд Тельця розташований між надскупченням Персея - Риб і Місцевим скупченням. Войд Тельця, як і Місцевий войд, окреслює межу між двома скупченнями. 

## Зона уникнання
Незважаючи на близьке розташування до Землі, цей войд складно дослідити, оскільки він частково лежить у зоні уникання — області неба, що закривається диском Чумацького Шляху, що призводить до сильного поглинання випромінювання.  Так як більша частина войда лежить в області з сильним поглинанням, визначити розміри і щільність войда досить складно. Головною проблемою є те, що світло від тьмяних галактик, що лежать за Чумацьким Шляхом, може повністю поглинатися речовиною Чумацького Шляху. Таке поглинання може призвести до того, що через неспостереження деяких галактик область войду Тельця може здаватися більш розрідженою, ніж вона є насправді.
Не можна сказати, що войд Тельця не є справжнім войдом. Раніше він спостерігався в інфрачервоному діапазоні, в якому поглинання середовищем Чумацького Шляху не таке велике.  Також у низці інших досліджень було отримано карти войда,     і навіть було визначено темп переходу галактик з войда до скупчень.  Спільно такі дослідження надають надійні докази існування войду, попри складність спостереження об'єктів у зоні уникнення.
Подальші спроби спостереження об'єктів у зоні уникнення, такі як проекти ALFAZOA  та ALFALFA , зможуть провести більш точні спостереження та надійніше визначити межі войда. Огляди, що проводяться на радіотелескопі Аресібо, шукатимуть випромінювання від далеких галактик, яке, внаслідок червоного зсуву, виділятиметься у випромінюванні в зоні уникнення Чумацького Шляху. Однак подібні огляди мають обмежений діапазон по відмінюванню через технічні обмеження телескопа Аресібо.